# Данен
Данен (нем. Dahnen) — община в Германии, в земле Рейнланд-Пфальц. 
Входит в состав района Айфель-Битбург-Прюм. Подчиняется управлению Арцфельд.  Население составляет 352 человека (на 31 декабря 2010 года). Занимает площадь 17,18 км².